# Алдо Серена
Алдо Серена (25. јун 1960) је бивши италијански фудбалер који је играо на позицији нападача. Играо је за више италијанских клубова у својој каријери са којима је освојио 4 пута Серију А и једну Лигу Европе. Највише је упамћен по игри у клубу Интер. Са репрезентацијом Италије је освојио треће место на Светском првенству 1990. године.
Тренутно ради као коментатор за компанију Медијасет у Милану.

## Каријера
Током каријере Серена је играо за бројне италијанске клубове. Рођен у Монтебелуну, у провинцији Тревисо, провео је своју младост играјући у омладинској академији свог родног града. Након што је 1977. професионално дебитовао са сениорским тимом Монтебелуна у Серији Д, и постигао 9 голова у 29 наступа током своје дебитантске сезоне, Серена се придружио Интеру следеће сезоне 1978. Деби у Серији А направио је касније те године, 19. новембра, обележивши ту прилику својим првим голом Серије А. Углавном је био резерва у Интеру па је провео сезоне на позајмици код у клубовима Комо, Милан, Торино и Бари. Уживао је и у успешној двосезонској чаролији са ривалом Јувентусом између 1985. и 1987. године, постигавши 21 гол из Серије А у 51 наступу и освојивши Интерконтинентални куп 1985. и титулу у Серији А 1985–86. Укупно, постигао је 36 голова у свим такмичењима за страну Торина у 71 наступу. Серена је уживао у већем успеху након што се 1987. вратио у Интер због својих успеха у позајмљеним клубовима. Његова најбоља сезона са Миланом уследила је током вођења клуба 1988–89 под менаџером Ђованијем Трапатонијем где је проглашен најбољим стрелцем лиге постигавши 22 гола. Касније је такође освојио Суперкуп Италије 1989. и Куп УЕФА 1990–91.
Након другог преласка у Милан 1991. године, репутација Серене као Интер легенде донекле је нарушена; ово је показало недавно када су неки од навијача Интера Ултраса звиждали када је објављено да ће он бити део Интерових легенди које ће се окупити након финалне утакмице представљања трофеја лиге 2006–07. Иако је први прелазак Серене у Милану помогло екипи да освоји титулу Серије Б и постигне промоцију у Серији А 1983, јер је у 20 наступа постигао 8 голова, његов други прелазак био је мање успешан; упркос освајању другог Суперкупа Италије 1992. године и још две титуле Серије А 1992. и 1993. године под менаџером Фабиом Капелом, био је углавном резерва са мањом учесталошћу због неколико борби са повредама, уписао је само 10 наступа током своје две финалне сезоне, а није успео да постигне гол у Серији А током другог преласка у клуб, а коначно се повукао из професионалног фудбала 1993. године.
Серена је једини фудбалер која је играо за оба супарничка тима из Торина и Милана и један је од шест фудбалера која су с три клуба освојила титулу у Серији А, подвиг којим је успео са Јувентусом, Интером и Миланом.

## Репрезентација
Серена је за италијанску репрезентацију играо на два светска купа, прво на ФИФА Светском купу 1986. године, а затим и на ФИФА Светском купу 1990. године на домаћем тлу, где је Италија завршила на трећем месту, иако се на претходном турниру није појавио ни на једном наступу. Серена је такође играо за италијанску млађу екипу до 23 године на Летњим олимпијским играма 1984. године, помажући тиму да стигну до четвртог места.
На Светском првенству 1990. у Италији, Серена је постигао погодак за свој 30. рођендан за победу Италије од 2:0 дана 16. јуна против Уругваја.